# Olympiabakken
L'Olympiabakken è una pista sciistica situata a Kvitfjell, poco distante da Lillehammer, in Norvegia. Sul pendio, che si snoda sul Kvitfjellet, si tengono gare di discesa libera e di supergigante della Coppa del Mondo di sci alpino.

## Tracciato
Il tracciato è stato progettato dal costruttore di piste ed ex sciatore svizzero Bernhard Russi.

## Albo d'oro

### Uomini

#### Discesa libera
| Data                               | Competizione     | Primo                              | Secondo                 | Terzo                          |
| ---------------------------------- | ---------------- | ---------------------------------- | ----------------------- | ------------------------------ |
| Coppa del Mondo di sci alpino 1993 | 19 marzo 1993    | Adrien Duvillard                   | Werner Perathoner       | Atle Skårdal                   |
| Coppa del Mondo di sci alpino 1993 | 20 marzo 1993    | Armin Assinger                     | Werner Perathoner       | Hannes Trinkl                  |
| XVII Giochi olimpici invernali     | 13 febbraio 1994 | Tommy Moe                          | Kjetil André Aamodt     | Ed Podivinsky                  |
| Coppa del Mondo di sci alpino 1995 | 11 marzo 1995    | Kyle Rasmussen                     | Kristian Ghedina        | Patrick Ortlieb                |
| Coppa del Mondo di sci alpino 1996 | 6 marzo 1996     | Lasse Kjus                         | Günther Mader           | Kristian Ghedina               |
| Coppa del Mondo di sci alpino 1997 | 2 marzo 1997     | Lasse Kjus                         | Pietro Vitalini         | Ed Podivinsky                  |
| Coppa del Mondo di sci alpino 1998 | 7 marzo 1998     | Nicolas Burtin                     | Werner Perathoner       | Lasse Kjus Josef Strobl        |
| Coppa del Mondo di sci alpino 1999 | 5 marzo 1999     | Andreas Schifferer                 | Stephan Eberharter      | Kjetil André Aamodt            |
| Coppa del Mondo di sci alpino 1999 | 6 marzo 1999     | Andreas Schifferer                 | Lasse Kjus              | Stephan Eberharter             |
| Coppa del Mondo di sci alpino 2000 | 3 marzo 2000     | Daron Rahlves                      | Didier Cuche            | Hermann Maier                  |
| Coppa del Mondo di sci alpino 2000 | 4 marzo 2000     | Daron Rahlves                      | Kristian Ghedina        | Max Rauffer                    |
| Coppa del Mondo di sci alpino 2001 | 2 marzo 2001     | Hermann Maier                      | Florian Eckert          | Lasse Kjus                     |
| Coppa del Mondo di sci alpino 2001 | 3 marzo 2001     | Stephan Eberharter                 | Florian Eckert          | Fritz Strobl                   |
| Coppa del Mondo di sci alpino 2002 | 2 marzo 2002     | Hannes Trinkl                      | Claude Crétier          | Franco Cavegn Kristian Ghedina |
| Coppa del Mondo di sci alpino 2003 | 12 marzo 2003    | Antoine Dénériaz                   | Stephan Eberharter      | Daron Rahlves                  |
| Coppa del Mondo di sci alpino 2004 | 6 marzo 2004     | Stephan Eberharter                 | Fritz Strobl            | Antoine Dénériaz               |
| Coppa del Mondo di sci alpino 2005 | 5 marzo 2005     | Hermann Maier                      | Mario Scheiber          | Ambrosi Hoffmann               |
| Coppa del Mondo di sci alpino 2007 | 10 marzo 2007    | Didier Cuche                       | Erik Guay               | Marco Büchel                   |
| Coppa del Mondo di sci alpino 2008 | 29 febbraio 2008 | Werner Heel                        | Bode Miller             | Klaus Kröll                    |
| Coppa del Mondo di sci alpino 2008 | 1º marzo 2008    | Bode Miller                        | Didier Cuche            | Werner Heel                    |
| Coppa del Mondo di sci alpino 2009 | 6 marzo 2009     | Manuel Osborne-Paradis             | Michael Walchhofer      | Aksel Lund Svindal             |
| Coppa del Mondo di sci alpino 2009 | 7 marzo 2009     | Klaus Kröll                        | Michael Walchhofer      | Manuel Osborne-Paradis         |
| Coppa del Mondo di sci alpino 2010 | 6 marzo 2010     | Didier Cuche                       | Aksel Lund Svindal      | Klaus Kröll                    |
| Coppa del Mondo di sci alpino 2011 | 11 marzo 2011    | Beat Feuz                          | Erik Guay               | Michael Walchhofer             |
| Coppa del Mondo di sci alpino 2011 | 12 marzo 2011    | Michael Walchhofer                 | Klaus Kröll             | Beat Feuz                      |
| Coppa del Mondo di sci alpino 2012 | 3 marzo 2012     | Klaus Kröll                        | Kjetil Jansrud          | Aksel Lund Svindal             |
| Coppa del Mondo di sci alpino 2013 | 2 marzo 2013     | Adrien Théaux                      | Aksel Lund Svindal      | Klaus Kröll                    |
| Coppa del Mondo di sci alpino 2014 | 28 febbraio 2014 | Kjetil Jansrud Georg Streitberger  |                         | Travis Ganong                  |
| Coppa del Mondo di sci alpino 2014 | 1º marzo 2014    | Erik Guay                          | Johan Clarey            | Matthias Mayer                 |
| Coppa del Mondo di sci alpino 2015 | 7 marzo 2015     | Hannes Reichelt                    | Manuel Osborne-Paradis  | Werner Heel                    |
| Coppa del Mondo di sci alpino 2016 | 12 marzo 2016    | Dominik Paris                      | Valentin Giraud Moine   | Steven Nyman                   |
| Coppa del Mondo di sci alpino 2017 | 24 febbraio 2017 | Boštjan Kline                      | Matthias Mayer          | Kjetil Jansrud                 |
| Coppa del Mondo di sci alpino 2017 | 25 febbraio 2017 | Kjetil Jansrud                     | Peter Fill              | Beat Feuz                      |
| Coppa del Mondo di sci alpino 2018 | 10 marzo 2018    | Thomas Dreßen                      | Beat Feuz               | Aksel Lund Svindal             |
| Coppa del Mondo di sci alpino 2019 | 2 marzo 2019     | Dominik Paris                      | Beat Feuz               | Matthias Mayer                 |
| Coppa del Mondo di sci alpino 2020 | 7 marzo 2020     | Matthias Mayer                     | Aleksander Aamodt Kilde | Carlo Janka                    |
| Coppa del Mondo di sci alpino 2022 | 4 marzo 2022     | Cameron Alexander Niels Hintermann |                         | Matthias Mayer                 |
| Coppa del Mondo di sci alpino 2022 | 5 marzo 2022     | Dominik Paris                      | Aleksander Aamodt Kilde | Beat Feuz Niels Hintermann     |
| Coppa del Mondo di sci alpino 2024 | 17 febbraio 2024 | Niels Hintermann                   | Vincent Kriechmayr      | Cameron Alexander              |
| Coppa del Mondo di sci alpino 2025 | 7 marzo 2025     | Dominik Paris                      | Marco Odermatt          | Stefan Rogentin                |
| Coppa del Mondo di sci alpino 2025 | 8 marzo 2005     | Franjo von Allmen                  | Marco Odermatt          | Stefan Rogentin                |

#### Supergigante
| Data                               | Competizione     | Primo                   | Secondo            | Terzo                                  |
| ---------------------------------- | ---------------- | ----------------------- | ------------------ | -------------------------------------- |
| Coppa del Mondo di sci alpino 1993 | 21 marzo 1993    | Kjetil André Aamodt     | Daniel Mahrer      | Dietmar Thöni                          |
| XVII Giochi olimpici invernali     | 17 febbraio 1994 | Markus Wasmeier         | Tommy Moe          | Kjetil André Aamodt                    |
| Coppa del Mondo di sci alpino 1995 | 10 marzo 1995    | Werner Perathoner       | Kristian Ghedina   | Kyle Rasmussen                         |
| Coppa del Mondo di sci alpino 1996 | 7 marzo 1996     | Kjetil André Aamodt     | Luc Alphand        | Lasse Kjus                             |
| Coppa del Mondo di sci alpino 1997 | 2 marzo 1997     | Josef Strobl            | Andreas Schifferer | Lasse Kjus                             |
| Coppa del Mondo di sci alpino 1998 | 8 marzo 1998     | Hans Knauß              | Patrik Järbyn      | Didier Cuche                           |
| Coppa del Mondo di sci alpino 1999 | 7 marzo 1999     | Hermann Maier           | Stephan Eberharter | Andreas Schifferer                     |
| Coppa del Mondo di sci alpino 2000 | 5 marzo 2000     | Kristian Ghedina        | Hermann Maier      | Andreas Schifferer                     |
| Coppa del Mondo di sci alpino 2001 | 4 marzo 2001     | Hermann Maier           | Hannes Trinkl      | Stephan Eberharter                     |
| Coppa del Mondo di sci alpino 2002 | 3 marzo 2002     | Alessandro Fattori      | Didier Défago      | Stephan Eberharter                     |
| Coppa del Mondo di sci alpino 2003 | 13 marzo 2003    | Stephan Eberharter      | Lasse Kjus         | Hannes Reichelt                        |
| Coppa del Mondo di sci alpino 2004 | 7 marzo 2004     | Daron Rahlves           | Bjarne Solbakken   | Hermann Maier                          |
| Coppa del Mondo di sci alpino 2005 | 6 marzo 2005     | Hermann Maier           | Didier Défago      | Daron Rahlves                          |
| Coppa del Mondo di sci alpino 2007 | 11 marzo 2007    | Hans Grugger            | Mario Scheiber     | Didier Cuche                           |
| Coppa del Mondo di sci alpino 2008 | 2 marzo 2008     | Georg Streitberger      | Bode Miller        | Didier Cuche                           |
| Coppa del Mondo di sci alpino 2010 | 7 marzo 2010     | Erik Guay               | Hannes Reichelt    | Tobias Grünenfelder Aksel Lund Svindal |
| Coppa del Mondo di sci alpino 2011 | 13 marzo 2011    | Didier Cuche            | Klaus Kröll        | Joachim Puchner                        |
| Coppa del Mondo di sci alpino 2012 | 2 marzo 2012     | Beat Feuz Klaus Kröll   |                    | Kjetil Jansrud                         |
| Coppa del Mondo di sci alpino 2012 | 4 marzo 2012     | Kjetil Jansrud          | Aksel Lund Svindal | Beat Feuz                              |
| Coppa del Mondo di sci alpino 2013 | 3 marzo 2013     | Aksel Lund Svindal      | Georg Streitberger | Werner Heel                            |
| Coppa del Mondo di sci alpino 2014 | 2 marzo 2014     | Kjetil Jansrud          | Patrick Küng       | Matthias Mayer                         |
| Coppa del Mondo di sci alpino 2015 | 8 marzo 2015     | Kjetil Jansrud          | Vincent Kriechmayr | Dustin Cook                            |
| Coppa del Mondo di sci alpino 2016 | 13 marzo 2016    | Kjetil Jansrud          | Vincent Kriechmayr | Dominik Paris                          |
| Coppa del Mondo di sci alpino 2017 | 26 febbraio 2017 | Peter Fill              | Hannes Reichelt    | Erik Guay                              |
| Coppa del Mondo di sci alpino 2018 | 11 marzo 2018    | Kjetil Jansrud          | Beat Feuz          | Brice Roger                            |
| Coppa del Mondo di sci alpino 2019 | 3 marzo 2019     | Dominik Paris           | Kjetil Jansrud     | Beat Feuz                              |
| Coppa del Mondo di sci alpino 2022 | 6 marzo 2022     | Aleksander Aamodt Kilde | James Crawford     | Matthias Mayer                         |
| Coppa del Mondo di sci alpino 2024 | 18 febbraio 2024 | Vincent Kriechmayr      | Jeffrey Read       | Marco Odermatt Dominik Paris           |
| Coppa del Mondo di sci alpino 2025 | 9 marzo 2025     | Dominik Paris           | James Crawford     | Miha Hrobat                            |

#### Supercombinata
| Data                               | Competizione | Primo          | Secondo           | Terzo              |
| ---------------------------------- | ------------ | -------------- | ----------------- | ------------------ |
| Coppa del Mondo di sci alpino 2007 | 9 marzo 2007 | Benjamin Raich | Silvan Zurbriggen | Aksel Lund Svindal |

### Donne

#### Discesa libera
| Data                               | Competizione     | Prima              | Seconda          | Terza            |
| ---------------------------------- | ---------------- | ------------------ | ---------------- | ---------------- |
| Coppa del Mondo di sci alpino 1993 | 13 marzo 1993    | Kate Pace          | Picabo Street    | Carole Montillet |
| XVII Giochi olimpici invernali     | 19 febbraio 1994 | Katja Seizinger    | Picabo Street    | Isolde Kostner   |
| Coppa del Mondo di sci alpino 1996 | 6 marzo 1996     | Heidi Zurbriggen   | Isolde Kostner   | Katja Seizinger  |
| Coppa del Mondo di sci alpino 2003 | 12 marzo 2003    | Renate Götschl     | Ingrid Jacquemod | Kirsten Clark    |
| Coppa del Mondo di sci alpino 2023 | 4 marzo 2023     | Kajsa Vickhoff Lie | Sofia Goggia     | Corinne Suter    |
| Coppa del Mondo di sci alpino 2025 | 28 febbraio 2025 | Cornelia Hütter    | Emma Aicher      | Breezy Johnson   |
| Coppa del Mondo di sci alpino 2025 | 1° marzo 2025    | Emma Aicher        | Lauren Macuga    | Cornelia Hütter  |

#### Supergigante
| Data                               | Competizione     | Prima                 | Seconda                            | Terza             |
| ---------------------------------- | ---------------- | --------------------- | ---------------------------------- | ----------------- |
| XVII Giochi olimpici invernali     | 15 febbraio 1994 | Diann Roffe           | Svetlana Gladyševa                 | Isolde Kostner    |
| Coppa del Mondo di sci alpino 1996 | 7 marzo 1996     | Ingeborg Helen Marken | Katja Seizinger                    | Isolde Kostner    |
| Coppa del Mondo di sci alpino 2003 | 13 marzo 2003    | Karen Putzer          | Martina Ertl Alexandra Meissnitzer |                   |
| Coppa del Mondo di sci alpino 2023 | 3 marzo 2023     | Cornelia Hütter       | Elena Curtoni                      | Lara Gut          |
| Coppa del Mondo di sci alpino 2023 | 5 marzo 2023     | Nina Ortlieb          | Stephanie Venier                   | Franziska Gritsch |
| Coppa del Mondo di sci alpino 2024 | 2 marzo 2024     | Lara Gut              | Cornelia Hütter                    | Mirjam Puchner    |
| Coppa del Mondo di sci alpino 2024 | 3 marzo 2024     | Federica Brignone     | Lara Gut                           | Ester Ledecká     |
| Coppa del Mondo di sci alpino 2025 | 2 marzo 2025     | Federica Brignone     | Lara Gut                           | Sofia Goggia      |

#### Combinata alpina
| Data                               | Competizione        | Prima           | Seconda         | Terza         |
| ---------------------------------- | ------------------- | --------------- | --------------- | ------------- |
| Coppa del Mondo di sci alpino 1993 | 14 marzo 1993       | Bibiana Perez   | Morena Gallizio | Miriam Vogt   |
| XVII Giochi olimpici invernali     | 20-21 febbraio 1994 | Pernilla Wiberg | Vreni Schneider | Alenka Dovžan |